# Marina Marković
Pour les articles homonymes, voir Marković.
Marina Marković, née le 19 novembre 1991 à Belgrade (actuelle Serbie; ex-Yougoslavie), est une joueuse serbe de basket-ball. 

## Biographie
Elle rejoint Lyon en février 2014 pour jouer sous la direction de sa compatriote Marina Maljković. Ayant un rôle assez réduit pour sa seconde saison (5,8 points et 5,4 rebonds pour 8,2 d'évaluation en 23 minutes), elle quitte le club en accord avec celui-ci et est remplacée en janvier 2015 par sa compatriote Kristina Baltić.

## Clubs
| Saisons   | Équipe              | Pays               |
| --------- | ------------------- | ------------------ |
| ?         | Hemofarm            | Serbie             |
| ?         | Radivoj Korać       | Serbie             |
| 2006-2011 | Kovin               | Serbie             |
| 2011-2012 | Radivoj Korać       | Serbie             |
| 2012-2013 | Mladi Krajišnik     | Bosnie-Herzégovine |
| 2013-2014 | Šumadija Kragujevac | Serbie             |
| 2014-2015 | Lyon                | France             |

## Palmarès
Lyon
- Vainqueur du Challenge Round 2014[3]